# Gerd Thielen
Gerd Thielen (* 6. Juli 1942 in Daun; † 31. Oktober 2010 in München) war ein deutscher Bauingenieur.

## Leben
Thielen studierte von 1969 bis 1975 an der Technischen Universität München und promovierte dort 1975 zum Dr.-Ing. Danach hielt er sich als Postdoktorand für ein Jahr an der University of California in Berkeley auf. Von 1988 bis 1996 war er Lehrbeauftragter an der RWTH Aachen und wurde daselbst 1996 zum Honorarprofessor ernannt. 1988 kam Thielen zum Verein Deutscher Zementwerke e.V., Düsseldorf (VDZ), wo er bis 2005 als Direktor die Hauptabteilung Betontechnik im Forschungsinstitut der Zementindustrie (FIZ) leitete und die Stelle des Geschäftsführers des VDZ innehatte.
Von Thielen stammen mehrere Beiträge zur Praxis der Baustoffanwendung, insbesondere des Stahlbetons. Zudem war er Schriftleiter der Betontechnischen Berichte.